# Strašidlo cantervillské
Strašidlo Cantervillské (někdy také Cantervillské strašidlo, anglicky The Canterville Ghost) je povídka od Oscara Wilda. Je to jedno z prvních autorových děl, poprvé se objevilo v roce 1887, kdy vycházelo na pokračování v časopise The Court and Society Review.

## Postavy
- sir Simon de Canterville – duch, neboli "Cantervillské strašidlo"
- Hiram B. Otis – americký vyslanec
- Lukrecie R. Otisová (Tappanová) – manželka pana Otise
- Washington Otis – nejstarší syn Otisových
- Virginie E. Otisová – patnáctiletá dcera
- "dvojčata" – dva synové
- paní Umneyová – hospodyně, postarší žena
- Cecil – snoubenec Virginie

## Děj

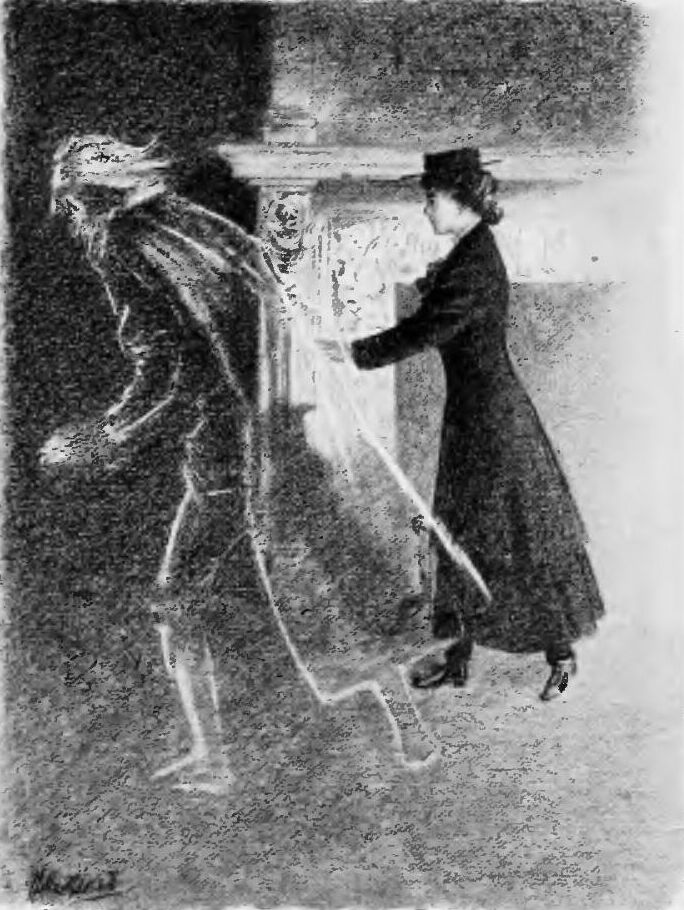
Ilustrace Wallace Hearda Goldsmitha z roku 1906

Příběh začíná tím, když pan Hiram B. Otis, americký vyslanec, kupuje od lorda Cantervilla jeho zámek, i když jej lord čestně varuje před strašidlem, které na zámku straší. Panu Otisovi to ale nevadí a zámek kupuje se vším všudy. Za pár týdnů se sem Otis nastěhuje s celou svojí rodinou. Přivítá je zde paní Umneyová, hospodyně. Paní Otisová si náhle všimne rudé skvrny na koberci. Paní Umneyová jí vysvětlí, že je to krev lady Eleonory de Canterville, ženy sira Simona de Canterville, který ji zde roku 1575 zavraždil. Žil pak ještě devět let, ale nakonec za velmi záhadných okolností zmizel, tělo nebylo nikdy nalezeno a jeho duch doteď bloudí zámkem. Skvrna vůbec odstranit nejde. Washington však nad tím mávne rukou, vytáhne "Pinkertonův šampion v odstraňování skvrn a nedostižný cídič" a skvrnu vyčistí, dřív než tomu hospodyně stihla zabránit. Washington byl spokojen. Aspoň tedy do dalšího rána, kdy se skvrna znovu objevila a Washington ji opět vycídil. Takhle to pak chodilo každé ráno.
Duch byl samozřejmě naštvaný a rozhodl se to rodině oplatit. Jednou v noci začal u Otisovy ložnice chřastit řetězy. Pan Otis vstal, podíval se na strašidlo a nabídl mu "Tammanyho mazadlo s vycházejícím sluncem" na promazání starých řetězů, poněvadž dělají veliký rachot. Duch stál chvíli bez hnutí, nakonec odešel ve velkém rozhořčení do své malé tajné komůrky v levém křídle zámku a vzpomínal na své staré dobré časy, kdy děsil lidi k smrti. Takové drzosti, kterou teď viděl, se ještě nikdy nikdo nedopustil a rozhodl se náležitě pomstít.
Mezitím však rodina Otisových zpozorovala, že skvrna nějak divně mění barvu – jednou byla rudá, pak rumělková, nakonec zelená. V noci se duch rozhodl vykonat svou pomstu – tentokrát na dvojčatech, pomocí svého "přízraku v brnění". Dvojčata ho ale překvapila svými foukačkami s hráškem. Když chtěl na ně vyzkoušet svůj strašidelný smích, vylezla ze dveří paní Otisová, starajíc se, jestli mu náhodou není špatně od žaludku a nabídla mu lahvičku tinktury doktora Dobella. Duch se v depresi uchýlil do své světničky a nějakou dobu z ní vůbec nevylézal, s výjimkou když šel obnovovat skvrnu po své manželce.
Po propracování svého plánu se rozhodl pomstít Washingtonovi za neustálé čištění jeho skvrny. Na cestě do jeho pokoje však viděl hrůzný přízrak. Poněvadž strašidlo nikdy nevidělo jiné strašidlo, polekalo se a uprchlo zpátky do své světničky a schovalo se pod ložní prádlo. Tam si to nechalo uležet v hlavě, řeklo si, že dvě strašidla by byly nakonec lepší než jedno a šel zpátky se s duchem setkat. Chytl ho do náruče, když v tom strašidlu upadla hlava. Duch zjistil, že je to jen atrapa z dýně a prostěradel, kterou na něj nachystala dvojčata.
V příštích dnech se už duch začal rodině vyhýbat, ale jelikož byl strašidlo, musel strašit. Naolejoval si řetězy mazadlem s vycházejícím sluncem a jen lehoučce našlapoval, aby nikoho nevzbudil. Ale stejně svému osudu neušel, protože mu někdo věčně napínal přes chodbu provázky a párkrát uklouzl na klouzačkách z másla. To ho rozzlobilo a chtěl vyzkoušet svůj převlek "Bezhlavého hraběte", nicméně obklíčen svými nepřáteli se zahradními stříkačkami neměl šanci. Strašidlo zase zalezlo do své komůrky a nějaký čas se neukazovalo.
Jednoho dne náhodou prošla Virginie kolem duchovy komnaty a zahlédla tam nějakou postavu – bylo to jejich strašidlo, sklíčené, nachlazené, osamělé. Virginii ho bylo líto a začala ho utěšovat. Duch si stěžoval na nevychovanost její rodiny, na což ho Virginie pokárala a připomněla mu, že to on jí bral její barvičky, aby oživoval tu svoji skvrnu, tudíž ji zbyla pak jen indigová modrá a nemohla malovat. Pak jí strašidlo řeklo svůj příběh. Jeho žena nebyla hezká, neuměla vařit, vždy byla protivná a jakmile ji zabil, byla pomstěna svými bratry, kteří zavřeli sira Simona do cely v tajné místnosti v zámku a nechali ho tam umřít hlady. Strašidlo řeklo, že už chce mít klid a spát v hrobě a řekl Virginii, že aby mohl být osvobozen, musí se za něj někdo pomodlit. Virginie to udělala a strašidlo osvobodila. Vše pak vyprávěla své rodině a svému snoubenci Cecilovi, který právě přijel a hledal ji.

## Námět
- Jaroslav Křička: Bílý pán aneb Těžko se dnes duchům straší, opera, 1927-1929, přepracováno 1930, libreto: J. L. Budín, uvedení v roce 1932 v pražském německém divadle dirigoval George Szell[1]

## Filmová adaptace
- Strašidlo cantervillské – televizní film režiséra Víta Olmera z roku 1989. V hlavních rolích Jiřina Bohdalová a Jiří Bartoška.
- Strašidlo cantervillské – britský animovaný film z roku 2023. V hlavních rolích Stephen Fry, Hugh Laurie a Miranda Hartová.

## Rozhlasové adaptace
- 1966 Cantervillské strašidlo, dramatizace Michal Príbus, dramaturgie Emil Fillo, technická spolupráce Dušan Čulen, režie Anton Glézl, hudební a zvuková spolupráce Ada Rehorová. Hráli: Mr. Hiram Otis, vyslanec USA (Eduard Bindas), lord Cantervill (Rudolf Velický), paní Lucrecia Otisová (Mária Prechovská), Virginia (Eva Kvietiková), Tom (Peter Topoľský), Jim (Emil Fillo), paní Umneyová, hospodyně (Hana Meličková), lord Simon de Canterville, strašidlo (Ivan Krivosudský), Anton Mrvečka. Československý rozhlas.
- 1969 Crazy Muzikál Strašidlo cantervillské, hraje orchestr Karla Vlacha, překlad Jiří Zdeněk Novák, dramatizace Jiří Roll a Jaroslav Pour, hudba Miloslav Ducháč, dramaturgie Dalibor Chalupa, režie Jiří Roll. Hráli: sir Simon a lord Canterville (Stanislav Neumann), slečna Umneyová (Dana Medřická), vyslanec Otis (Bohumil Záhorský), paní Otisová (Vlasta Fabianová), Virginie (Jana Drbohlavová), Washington (Jaroslav Kepka), vévoda Cecil (Josef Zíma), sekretářka (Drahomíra Fialková), společnost u Otisů (Vlastimil Hašek, Karel Fořt, Jaroslava Drmlová, Miloš Zavřel a Artur Šviha), Československý rozhlas.
- 1987 Oscar Wilde: Cantervillské strašidlo, překlad Jiří Zdeněk Novák, napsala Jana Dvořáková, hudba Leoš Kosek, dramaturgie Ivan Hejna, režie Ján Uhrin. Hráli: Tomáš Šolc, Monika Švábová, Marek Tomažič, Martin Velda, Ilona Vaňková, Ivan Gübel, Eva Wimmerová, Jan Gross, Zora Kostková, Pavel Kikinčuk a Ladislav Beneš.
- 2020 Strašidlo cantervillské, autoři Jan Jiráň a Jonáš Pilka. Hráli: sir Simon, strašidlo (Jiří Lábus), manželka sira Simona (Lenka Veliká), slečna Umneyová (Růžena Merunková), vyslanec Otis (Petr Čtvrtníček), paní Otisová (Jaroslava Kretschmerová), Virginie (Tereza Císařová), Washington (Ondřej Rychlý), vévoda Cecil (Pavel Neškudla), lord Canterville (Jan Hartl). Supraphon.
- 2021 Strašidlo cantervillské, autoři Daniel Barták, Vít Pokorný a Richard Bergman, hudba: Daniel Barták, režie: Vít Pokorný. Hráli: sir Simon (Josef Vojtek), Eleanora (Tereza Mašková), Hiram Otis (Jan Vondráček), jeho žena Lukrecie (Ivana Chýlková), Virginie (Nikola Ďuricová), Washington (Josef Fečo), William (Jakub Vaňas), paní Umneyová (Barbora Rajnišová), Francis Stilton (Zdeněk Zelenka), průvodčí (Radek Kuchař) a vypravěč (Petr Kostka). Český rozhlas Dvojka.